# Виброметр
Виброметр — прибор предназначенный для контроля и регистрации виброскорости, виброускорения, амплитуды и частоты синусоидальных колебаний различных объектов. В частности, виброметры используются для измерения параметров вибрации виброустановок, применяемых для уплотнения бетонных смесей при производстве железобетонных изделий.

## Пьезоэлектрический виброметр
В основе работы данного типа приборов положен пьезоэффект. Внутри корпуса виброметра содержится инертное тело, подвешенное на упругих элементах, содержащих пьезоэлектрический материал, деформация упругих элементов при вибрации преобразуется в измерительный сигнал. 

Недостаток метода в необходимости непосредственного контакта прибора с объектом измерения, кроме того прибор имеет узкий частотный диапазон.

## Оптический виброметр
В основу работы оптического виброметра подобно ультразвуковым датчикам перемещения положен эффект Доплера. Прибор обычно содержит лазерный источник излучения, приёмную оптическую схему, а также электронную схему обработки. При отражении излучения от неподвижного объекта длина волны принятого луча не отличается от истинной длины волны лазера. Если объект перемещается вдоль оси излучения, происходит сдвиг длины волны отражённого излучения на некоторую величину (эффект Доплера), значение и знак которой несут информацию о скорости и направлении движения объекта, а используемая в составе приёмного оптического модуля интерферометрическая схема позволяет определить эту величину. Таким образом, колебания отражающей поверхности модулируют частотный сдвиг, и электронная обработка этого сигнала модуляции позволяет получить параметры вибрационных колебаний.
К достоинствам оптических виброметров можно отнести то, что измерение производится бесконтактным способом, высокую точность и быстродействие.

## Вихретоковый виброметр
Вихретоковые датчиковые системы предназначены для бесконтактного измерения вибрации перемещения и частоты вращения электропроводящих объектов.
В торце диэлектрического наконечника вихревого пробника находится катушка индуктивности. Драйвер обеспечивает возбуждение высокочастотных колебаний в катушке, в результате чего возникает электромагнитное поле, которое взаимодействует с материалом контролируемого объекта. Если материал обладает электропроводностью, на его поверхности наводятся вихревые токи, которые, в свою очередь, изменяют параметры катушки — ее активное и индуктивное сопротивление. Параметры, меняются при изменении зазора между контролируемым объектом и торцом датчика.
Приоритетной областью использования вихретоковых измерителей является контроль осевого смещения и поперечного биения валов больших турбин, компрессоров, электромоторов, в которых используются подшипники скольжения. Применение для этих целей датчиков скорости и ускорения, хотя и допустимо, но неоправданно, поскольку из-за слабого отклика на низких частотах (<10Hz) и значительного поглощения вибрации массивным корпусом установки, результат будет иметь большую погрешность. Вихретоковый метод напротив обладает исключительной точностью, поскольку не только не имеет нижнего предела по частоте, но и не требует математической обработки результатов измерения ввиду прямого соответствия выходного сигнала текущему смещению вала или измерительного буртика относительно корпуса.